# Alizé Cornet

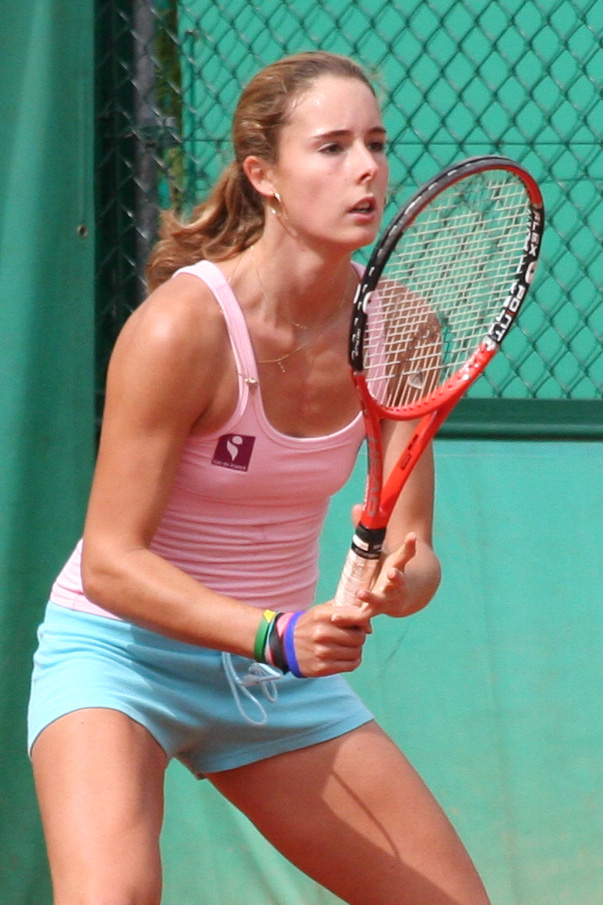
Alizé Cornet al Roland Garros del 2006.

Alizé Cornet (Niça, 22 de gener de 1990) és una jugadora de tennis occitana.
En el seu palmarès hi ha sis títols individuals i tres en dobles del circuit WTA. Va arribar a ocupar l'onzè lloc del rànquing individual l'any 2009. Va destacar en categoria júnior, arribant a guanyar el Roland Garros individual l'any 2007. Va formar part de l'equip francès de la Fed Cup en diverses ocasions, amb el qual va disputar-ne la final l'edició de 2016.

## Biografia
Filla de Patricia i Francis, té una germà anomenat Sébastien. Va començar a jugar a tennis amb quatre anys veient jugar el seu germà.

## Palmarès

### Individual: 15 (6−9)
| Abans de 2009                             | 2009 − 2020             | Després de 2021 |
| ----------------------------------------- | ----------------------- | --------------- |
| Grand Slam (0−0)                          |                         |                 |
| WTA Tour Championships / WTA Finals (0−0) |                         |                 |
| Tier I (0−1)                              | Premier Mandatory (0−0) | WTA 1000 (0−0)  |
| Tier II (0−0)                             | Premier 5 (0−0)         | WTA 1000 (0−0)  |
| Tier III (0−1)                            | Premier (0−2)           | WTA 500 (0−0)   |
| Tier IV / V (1−0)                         | International (5−3)     | WTA 250 (0−2)   |

| Títols per superfície |
| --------------------- |
| Dura (2−5)            |
| Gespa (0−0)           |
| Terra batuda (4−4)    |

| Resultat   | Núm. | Data                   | Torneig                    | Superfície   | Oponent             | Marcador         |
| ---------- | ---- | ---------------------- | -------------------------- | ------------ | ------------------- | ---------------- |
| Finalista  | 1.   | 1 de març de 2008      | Acapulco, Mèxic            | Terra batuda | Flavia Pennetta     | 0−6, 6−4, 1−6    |
| Finalista  | 2.   | 18 de maig de 2008     | Roma, Itàlia               | Terra batuda | Jelena Janković     | 2−6, 2−6         |
| Guanyadora | 1.   | 13 de juliol de 2008   | Budapest, Hongria          | Terra batuda | Andreja Klepač      | 7−6(5), 6−3      |
| Finalista  | 3.   | 26 de maig de 2012     | Estrasburg, França         | Terra batuda | Francesca Schiavone | 4−6, 4−6         |
| Guanyadora | 2.   | 17 de juny de 2012     | Bad Gastein, Àustria       | Terra batuda | Yanina Wickmayer    | 7−5, 7−6(1)      |
| Guanyadora | 3.   | 25 de maig de 2013     | Estrasburg                 | Terra batuda | Lucie Hradecká      | 7−6(4), 6−0      |
| Finalista  | 4.   | 22 de febrer de 2014   | Dubai, Emirats Àrabs Units | Dura (i)     | Venus Williams      | 3−6, 0−6         |
| Guanyadora | 4.   | 13 d'abril de 2014     | Katowice, Polònia          | Dura         | Camila Giorgi       | 7−6(3), 5−7, 7−5 |
| Finalista  | 5.   | 20 de setembre de 2014 | Canton, Xina               | Dura         | Monica Niculescu    | 4−6, 0−6         |
| Guanyadora | 5.   | 16 de gener de 2016    | Hobart, Austràlia          | Dura         | Eugenie Bouchard    | 6−1, 6−2         |
| Finalista  | 6.   | 8 de gener de 2017     | Brisbane, Austràlia        | Dura         | Karolína Plísková   | 0−6, 3−6         |
| Guanyadora | 6.   | 22 de juliol de 2018   | Gstaad, Suïssa             | Terra batuda | Mandy Minella       | 6−4, 7−6(6)      |
| Finalista  | 7.   | 21 de juliol de 2019   | Lausana, Suïssa            | Terra batuda | Fiona Ferro         | 1−6, 6−2, 1−6    |
| Finalista  | 8.   | 28 d'agost de 2021     | Chicago, Estats Units      | Dura         | Elina Svitòlina     | 5−7, 4−6         |
| Finalista  | 9.   | 9 de setembre de 2022  | Monastir, Tunísia          | Dura         | Elise Mertens       | 2−6, 0−6         |

### Dobles femenins: 7 (3−4)
| Abans de 2009                             | 2009 − 2020             | Després de 2021 |
| ----------------------------------------- | ----------------------- | --------------- |
| Grand Slam (0−0)                          |                         |                 |
| WTA Tour Championships / WTA Finals (0−0) |                         |                 |
| Tier I (0−0)                              | Premier Mandatory (0−0) | WTA 1000 (0−0)  |
| Tier II (0−0)                             | Premier 5 (0−0)         | WTA 1000 (0−0)  |
| Tier III (1−0)                            | Premier (0−1)           | WTA 500 (0−1)   |
| Tier IV / V (0−0)                         | International (2−2)     | WTA 250 (0−0)   |

| Títols per superfície |
| --------------------- |
| Dura (1−3)            |
| Gespa (0−1)           |
| Terra batuda (2−0)    |

| Resultat   | Núm. | Data                   | Torneig                | Superfície   | Parella            | Oponents                         | Marcador            |
| ---------- | ---- | ---------------------- | ---------------------- | ------------ | ------------------ | -------------------------------- | ------------------- |
| Guanyadora | 1.   | 13 de juliol de 2008   | Budapest, Hongria      | Terra batuda | Janette Husárová   | Ioana Raluca Olaru Vanessa Henke | 6−7(5), 6−1, [10−6] |
| Guanyadora | 2.   | 22 de maig de 2010     | Estrasburg, França     | Terra batuda | Vania King         | Alla Kudryavtseva A. Rodiónova   | 3−6, 6−4, [10−7]    |
| Finalista  | 1.   | 27 d'agost de 2011     | Dallas, Estats Units   | Dura         | Pauline Parmentier | Alberta Brianti Sorana Cîrstea   | 5−7, 3−6            |
| Finalista  | 2.   | 20 de setembre de 2014 | Canton, Xina           | Dura         | Magda Linette      | Chuang Chia-jung Liang Chen      | 6−2, 6−7(3), [7−10] |
| Guanyadora | 3.   | 18 d'octubre de 2015   | Hong Kong, Xina        | Dura         | Iaroslava Xvédova  | Lara Arruabarrena Andreja Klepač | 7−5, 6−4            |
| Finalista  | 3.   | 6 d'agost de 2017      | Stanford, Estats Units | Dura         | Alicja Rosolska    | Abigail Spears CoCo Vandeweghe   | 2−6, 3−6            |
| Finalista  | 4.   | 19 de juny de 2022     | Berlín, Alemanya       | Gespa        | Jil Teichmann      | Storm Sanders Kateřina Siniaková | 4−6, 3−6            |

### Equips: 3 (2−1)
| Resultat   | Núm. | Data                      | Torneig                            | Superfície | Equip                                                              | Oponents                                                                   | Marcador |
| ---------- | ---- | ------------------------- | ---------------------------------- | ---------- | ------------------------------------------------------------------ | -------------------------------------------------------------------------- | -------- |
| Finalista  | 1.   | 12−13 de novembre de 2016 | Copa Federació, Estrasburg, França | Dura (i)   | Caroline Garcia Kristina Mladenovic Pauline Parmentier             | Petra Kvitová Lucie Hradecká Karolína Plísková Barbora Strýcová            | 2−3      |
| Guanyadora | 1.   | 4 de gener de 2014        | Copa Hopman, Perth, Austràlia      | Dura       | Jo-Wilfried Tsonga                                                 | A. Radwańska Grzegorz Panfil                                               | 2−1      |
| Guanyadora | 2.   | 10−11 de novembre de 2019 | Copa Federació, Perth              | Dura       | Fiona Ferro Caroline Garcia Kristina Mladenovic Pauline Parmentier | Ashleigh Barty Priscilla Hon Astra Sharma Samantha Stosur Ajla Tomljanović | 3−2      |

## Trajectòria

### Individual
| Open d'Austràlia | A           | 1R          | 1R          | 2R          | 4R          | 1R          | 3R          | 1R    | 2R          | 3R          | 3R          | 2R    | 2R          | 3R          | 2R          | 2R          | 2R          | QF          | 1R | 1R | 0 / 19    | 22 – 19   |
| Roland Garros | 2R          | 2R          | 1R          | 3R          | 2R          | 1R          | 2R          | 1R    | 3R          | 2R          | 4R          | 3R    | 4R          | 2R          | 1R          | 2R          | 1R          | 3R          | 1R | 1R | 0 / 20    | 21 – 20   |
| Wimbledon | A           | A           | 2R          | 1R          | 1R          | 1R          | 1R          | 2R    | 3R          | 4R          | 2R          | 3R    | 1R          | 1R          | 1R          | NC          | 2R          | 4R          | 2R |    | 0 / 16    | 15 – 16   |
| US Open | A           | A           | 3R          | 3R          | 2R          | 1R          | 2R          | 2R    | 3R          | 3R          | 1R          | 1R    | 2R          | 1R          | 2R          | 4R          | 1R          | 3R          | 1R |    | 0 / 17    | 18 – 17   |
| Jocs Olímpics | No celebrat | No celebrat | No celebrat | 3R          | No celebrat | No celebrat | No celebrat | 2R    | No celebrat | No celebrat | No celebrat | 2R    | No celebrat | No celebrat | No celebrat | No celebrat | 1R          | NC          | NC |    | 0 / 4     | 4 – 4     |
| WTA Elite Trophy | No celebrat | No celebrat | No celebrat | No celebrat | A           | A           | A           | A     | RR          | RR          | A           | A     | A           | A           | A           | No celebrat | No celebrat | No celebrat |    |    | 0 / 2     | 2 – 4     |
| Total Victòries–Derrotes | 1−1         | 1−2         | 8−9         | 35−23       | 20−28       | 17−21       | 11−18       | 22−21 | 36−28       | 37−25       | 23−27       | 21−22 | 24−23       | 23−24       | 24−20       | 13−9        | 25−25       |             |    |    | 345 – 329 | 345 – 329 |
| Rànquing a final d'any | 308         | 189         | 57          | 16          | 50          | 78          | 89          | 44    | 27          | 20          | 43          | 41    | 38          | 47          | 60          | 53          | 59          |             |    |    |           |           |
| Llegenda: G: Guanyadora; F: Finalista; SF: Semifinalista; QF: Quarts de final; Q: Qualificació; A: Absent; RR: Round Robin; |             |             |             |             |             |             |             |       |             |             |             |       |             |             |             |             |             |             |    |    |           |           |

### Dobles femenins
| Open d'Austràlia | A   | A   | 1R  | 2R          | 1R          | 1R          | 1R   | 1R          | 3R          | 1R          | 1R  | 2R          | 1R          | 3R          | 1R          | A   | 1R | 1R | 0 / 15   | 6 – 15   |
| Roland Garros | 1R  | 1R  | 2R  | 1R          | 2R          | 1R          | 1R   | 1R          | 1R          | 2R          | 2R  | 1R          | 1R          | 2R          | 1R          | A   | 1R | 3R | 0 / 17   | 7 – 17   |
| Wimbledon | A   | A   | 1R  | 1R          | A           | 1R          | 1R   | 2R          | 2R          | 1R          | 2R  | 1R          | 1R          | 3R          | NC          | A   | 2R |    | 0 / 12   | 6 – 11   |
| US Open | A   | A   | 1R  | 1R          | 1R          | A           | 1R   | 2R          | 1R          | 1R          | 1R  | 1R          | 1R          | 1R          | A           | 2R  | 1R | 1R | 0 / 14   | 2 – 14   |
| Jocs Olímpics | NC  | NC  | 1R  | No celebrat | No celebrat | No celebrat | 1R   | No celebrat | No celebrat | No celebrat | A   | No celebrat | No celebrat | No celebrat | No celebrat | 2R  | NC | NC | 0 / 3    | 1 – 3    |
| Total Victòries–Derrotes | 0−1 | 0−1 | 6−7 | 3−9         | 9−10        | 10−12       | 8−17 | 4−10        | 8−9         | 8−11        | 4−7 | 6−9         | 4−11        | 7−4         | 0−2         | 4−5 |    |    | 81 – 126 | 81 – 126 |
| Rànquing a final d'any | –   | 364 | 127 | 186         | 79          | 86          | 92   | 174         | 110         | 108         | 153 | 115         | 156         | 111         | 185         | 250 |    |    |          |          |
| Llegenda: G: Guanyadora; F: Finalista; SF: Semifinalista; QF: Quarts de final; Q: Qualificació; A: Absent; RR: Round Robin; |     |     |     |             |             |             |      |             |             |             |     |             |             |             |             |     |    |    |          |          |

### Dobles mixts
| Torneig | 2005 | 2006 | 2007 | 2008 | 2009 | 2010 | 2011 | 2012 | 2013 | 2014 | 2015 | 2016 | 2017 | 2018 | 2019 | 2020 | 2021 | 2022 | 2023 | Títols | V – D |
| --- | ---- | ---- | ---- | ---- | ---- | ---- | ---- | ---- | ---- | ---- | ---- | ---- | ---- | ---- | ---- | ---- | ---- | ---- | ---- | ------ | ----- |
| Open d'Austràlia | A    | 2R   | A    | A    | QF   | A    | A    | A    | A    | A    | A    | A    | A    | A    | A    |      |      |      |      | 0 / 2  | 3 – 2 |
| Roland Garros | 1R   | 1R   | 2R   | 2R   | A    | A    | 1R   | A    | A    | QF   | A    | 2R   | A    | A    | 1R   |      |      |      | 1R   | 0 / 9  | 5 – 9 |
| Wimbledon | A    | A    | A    | 1R   | A    | A    | A    | A    | 3R   | A    | 2R   | A    | A    | A    | 1R   |      |      | QF   |      | 0 / 5  | 5 – 5 |
| US Open | A    | A    | A    | A    | 1R   | A    | A    | A    | 2R   | A    | A    | A    | A    | A    | A    |      |      |      |      | 0 / 2  | 1 – 2 |
| Llegenda: G: Guanyadora; F: Finalista; SF: Semifinalista; QF: Quarts de final; Q: Qualificació; A: Absent; RR: Round Robin; |      |      |      |      |      |      |      |      |      |      |      |      |      |      |      |      |      |      |      |        |       |